# Saint-Aybert
Saint-Aybert település Franciaországban, Nord megyében. Lakosainak száma 331 fő (2022. január 1.). Saint-Aybert Condé-sur-l’Escaut, Crespin és Thivencelle községekkel határos.

## Népesség
A település népessége az elmúlt években az alábbi módon változott:
| Lakosok száma | 358  | 369  | 378  | 379  | 364  | 348  | 333  | 332  | 331  |
|               | 2013 | 2015 | 2016 | 2017 | 2018 | 2019 | 2020 | 2021 | 2022 |